# IC 4713
IC 4713 ist eine Balken-Spiralgalaxie vom Hubble-Typ SBm im Sternbild Pfau am Südsternhimmel. Sie ist schätzungsweise 241 Millionen Lichtjahre von der Milchstraße entfernt und hat einen Durchmesser von etwa 80.000 Lj. 

Im selben Himmelsareal befinden sich u. a. die Galaxien IC 4710 und IC 4714.
Das Objekt wurde am 18. August 1900 von DeLisle Stewart entdeckt.